# Wasił Kazandżiew
Wasił Kazandżiew, bułg. Васил Казанджиев (ur. 10 września 1934 w Martenie) – bułgarski kompozytor.

## Życiorys
Uczył się prywatnie kompozycji u Konstantina Iliewa. Następnie kształcił się u Panczo Władigerowa (kompozycja) i Władiego Simeonowa (dyrygentura) w konserwatorium w Sofii, które ukończył w 1957 roku. Od 1964 roku był wykładowcą tej uczelni. W latach 1957–1963 dyrygował operą w Sofii, następnie był kierownikiem zespołu Solistów Sofijskich oraz orkiestry radia i telewizji bułgarskiej.
W swojej twórczości posługiwał się techniką dodekafoniczną i aleatoryzmem, czerpał też inspirację z bułgarskiej muzyki ludowej.

## Ważniejsze kompozycje
(na podstawie materiałów źródłowych)

### Utwory orkiestrowe
- Koncert na smyczki (1951)
- Sinfonietta (1954)
- Koncert na trąbkę i orkiestrę (1955)
- Divertimento (1957)
- Koncert na fortepian, saksofon i orkiestrę (1957–1960)
- Koncert na skrzypce i organy (1961)
- uwertura Wrzesień 1923 (1962)
- Complexi sonori na orkiestrę smyczkową (1965)
- Symfonia dźwięków na orkiestrę kameralną (1968)
- Żyjące ikony na orkiestrę kameralną (1970)
- Obrazy z Bułgarii na smyczki i perkusję (1971)
- Muzyka uroczysta (1972)
- Capriccio (1974)
- Apocalypse (1978)
- Illuminations (1980)
- III Symfonia (1981)

### Utwory kameralne
- Kwintet dęty (1951)
- Wariacje na obój, klarnet, skrzypce, altówkę, wiolonczelę i fortepian (1954)
- 2 kwartety smyczkowe (1965, 1970)
- Perspektywy na kwartet smyczkowy (1964)
- 2 sonaty na klarnet i fortepian (1954, 1956)
- Improwizacje koncertowe na flet, altówkę, harfę i klawesyn (1974)
- Poco a poco na perkusję i organy (1979)
- Kwintet fortepianowy (1981)

### Utwory fortepianowe
- Toccata (1957)
- Sonata (1958)